# 天道駅
天道駅（てんとうえき）は、福岡県飯塚市天道にある、九州旅客鉄道（JR九州）筑豊本線（福北ゆたか線）の駅である。駅番号はJC12。

## 歴史
- 1901年（明治34年）12月9日：九州鉄道（初代）が開設[1]。
- 1907年（明治40年）7月1日：九州鉄道（初代）が国有化され、帝国鉄道庁が所管[3]。
- 1929年（昭和4年）12月7日：筑前内野 - 原田駅間全通により筑豊本線に命名編入[4]。
- 1972年（昭和47年）2月10日：貨物取扱廃止[5]。
- 1984年（昭和59年）2月1日：荷物扱い廃止[5]。無人駅化[6][7]。
- 1987年（昭和62年）4月1日：国鉄分割民営化によりJR九州が継承[8]。
- 2003年（平成15年）3月23日：駅舎改築[9]。
- 2009年（平成21年）3月1日：ICカードSUGOCAの利用を開始[10]。
- 2015年（平成27年）3月14日：再度無人駅化[2]。

## 駅構造
相対式ホーム2面2線を有する地上駅。互いのホームは跨線橋で連絡している。小さなコンクリート駅舎を備える。簡易型自動券売機が設置されている。SUGOCAの利用が可能であるが、カード販売は行わずチャージのみ取扱う。
天道駅構内博多側の分岐器は片開き分岐器のため、制限速度は45km/hに制限されており、博多方面に向かう通過列車は減速しながら当駅を通過して行く。
休日に運転されている特急かいおう5号が行違い待ちで当駅に運転停車する。

### のりば
| のりば | 路線         | 方向 | 行先           |
| ------ | ------------ | ---- | -------------- |
| 1      | 福北ゆたか線 | 上り | 直方・折尾方面 |
| 2      | 福北ゆたか線 | 下り | 桂川・博多方面 |

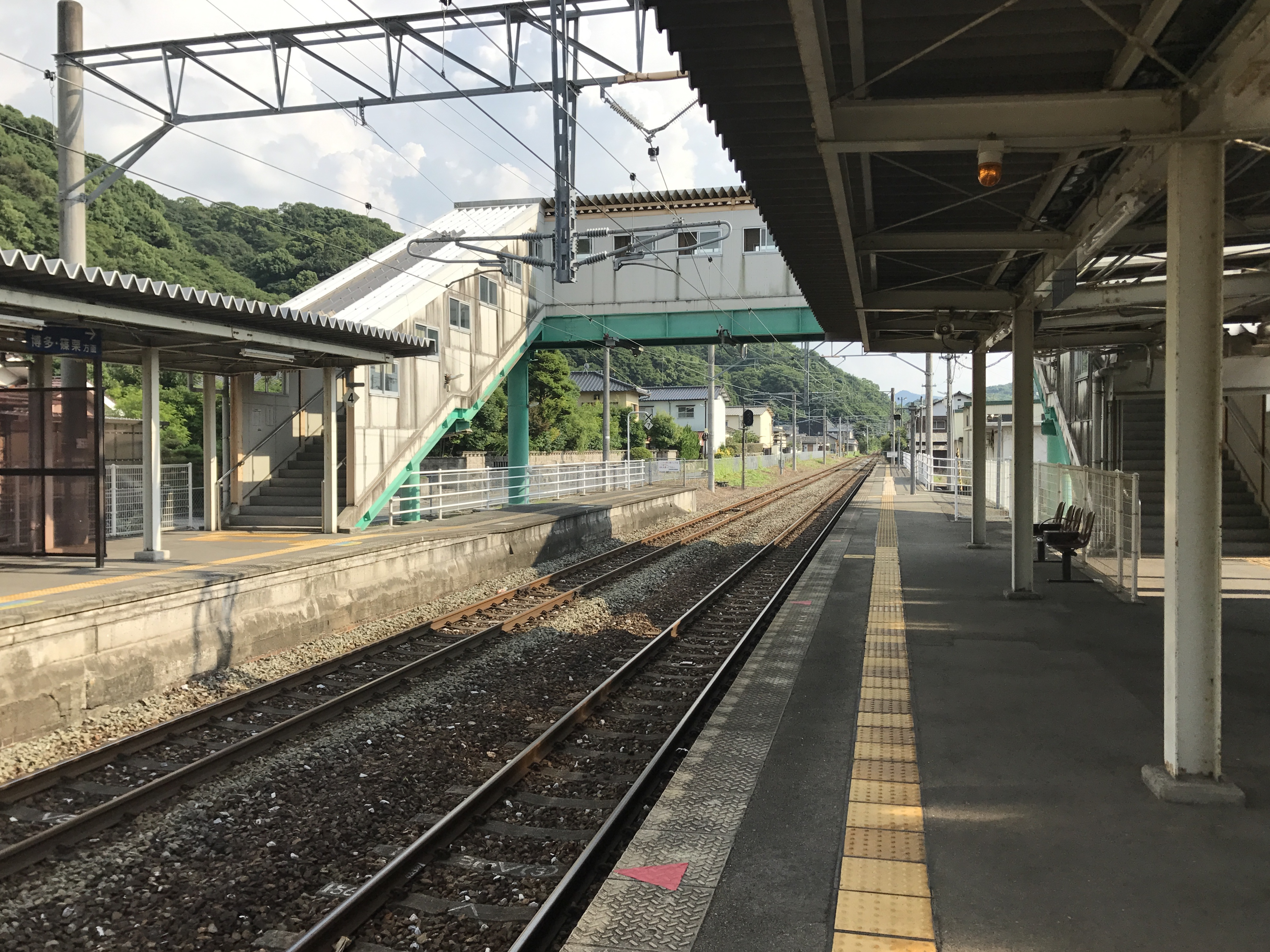
ホーム（2017年7月）

## 利用状況
2020年度の1日平均乗車人員は415人である。
| 乗車人員推移 | 乗車人員推移 |
| 年度         | 1日平均人数  |
| ------------ | ------------ |
| 2007年       | 488          |
| 2008年       | 479          |
| 2009年       | 501          |
| 2010年       | 512          |
| 2011年       | 541          |
| 2012年       | 540          |
| 2013年       | 551          |
| 2014年       | 534          |
| 2015年       | 541          |
| 2016年       | 537          |
| 2017年       | 548          |
| 2018年       | 563          |
| 2019年       | 566          |
| 2020年       | 415          |

## 駅周辺
旧穂波町が合併する時点で同町にあった唯一の鉄道駅であるが、役場からは南に約2km離れている。ちなみに旧穂波町役場の最寄り駅は隣駅の飯塚駅である。
- 福岡銀行天道支店
- 日本郵政天道郵便局
- 福岡嘉穂農業協同組合穂波支所
- 天道神社 - 地名および駅名の由来となった神社[1][16]
- 大将陣公園
- 魚佐醤油
- 常楽寺保育園
- 西鉄バス筑豊天道駅停留所
- 飯塚バスターミナル嘉穂総合高校・西鉄大隈・嘉穂病院方面
- 国道200号
- 福岡県道473号瀬戸飯塚線

## 隣の駅
九州旅客鉄道（JR九州）
 福北ゆたか線（筑豊本線）
■快速・■普通
飯塚駅 (JC13) - 天道駅 (JC12) - 桂川駅 (JC11)